# آتاکان یوکسل
آتاکان یوکسل (به ترکی استانبولی: Atakan Yüksel، متولد ۱۳ اوت ۱۹۸۵) کشتی‌گیر فرنگی‌کار تیم ملی ترکیه است.
از افتخارات وی می‌توان به کسب مدال برنز وزن ۶۶ کیلوگرم در مسابقات قهرمانی کشتی جهان ۲۰۱۷ اشاره کرد.

## مسابقات قهرمانی کشتی جهان ۲۰۱۷
یوکسل در وزن ۶۶ کیلو مسابقات قهرمانی کشتی جهان ۲۰۱۷ پاریس حاضر بود که در مسابقه اول به ماتیو برینتک از لهستان باخت و با توجه به حضور این کشتی‌گیر در فینال، به دیدار شانس مجدد رفت. او در مراحل شانس مجدد میکال نواک از چک و دانیل خانسیس از کرواسی را شکست داد و به دیدار رده‌بندی رسید. وی در این دیدار محمد الیاسی کشتی‌گیر ایرانی را شکست داد و مدال برنز وزن ۶۶ کیلوگرم را بدست آورد.